# Święty Franciszek w ekstazie (obraz El Greca)
Święty Franciszek w ekstazie (typ I) – obraz autorstwa hiszpańskiego malarza pochodzenia greckiego Dominikosa Theotokopulosa, znanego jako El Greco.
El Greco wielokrotnie malował portret św. Franciszka. Przedstawiał go w różnych pozach ekstazy, niemal zawsze z nieodłącznym artefaktem: trupią czaszką. Po raz pierwszy po temat sięgnął jeszcze podczas swojego pobytu w Rzymie, tuż przed wyjazdem do Hiszpanii. Portret powstał prawdopodobnie na podstawie innego freskowego portretu jaki ujrzał artysta w Asyżu.

## Opis obrazu
Franciszek został przedstawiony z niskim czołem, długim i cienkim nosem z blisko osadzonymi oczyma, z zapadłymi policzkami i gęstym zarostem na twarzy. Jego głowa jest nieproporcjonalna w stosunku do długiej i masywnej szyi, wzrok wzniesiony ma ku górze, lecz odmiennie od panującej mody przedstawiania świętych, oczy nie są zaszklone łzami. Jego nienaturalnie długie ręce skrzyżowane są na klatce; na jednej widocznej dłonie widoczne są stygmaty Chrystusowe. Dłonie zakończone są długimi palcami. Wyraz twarzy i spojrzenie Franciszka wskazuje na jego gorliwą wiarę i miłość do wszystkiego co go otacza. Przed nim leży ludzka czaszka symbolizująca przemijanie u kruchość ludzkiego bytu. Obok niej znajduje się podpis greckimi majuskułami.

## Inne wersje
- Święty Franciszek w ekstazie – (1576-79) (José Gudiol), (1577-80) (Harold Wethey), 87 × 60 kol. prywatna Nowy Jork
- Święty Franciszek w ekstazie – (1576-79) (Jose Gudiol), 89 × 57 Museo Lázaro Galdiano; wcześniej obraz znajdował się w kolekcjach: Portilla Collection (Madryt); Rafaela García, Palencia; nabyty w Bilbao przez Señor Nardiz z kolekcji Salazar Collection. W 1913 roku trafił do muzeum Lazaro[2].
- Święty Franciszek w ekstazie – (1579-1586) (José Gudiol), 90 × 80 Santa Olall w Toledo.

W National Gallery of Ireland znajduje się równie podobna wersja Świętego Franciszka, jednakże Harold Wethey podważył w 1962 roku atrybucje obrazu i przypisał go szkole El Greca. Historyk zauważył przy tym, iż stan obrazu przez liczne przemalowania i mało udane renowacje, jest zbliżony do dzieła współczesnego a zniekształcenie w kolorze i sposobie przedstawienia chmur nie pozwalają na uznanie obrazu za dzieło El Greca.